# الفيلق البحري الكرواتي

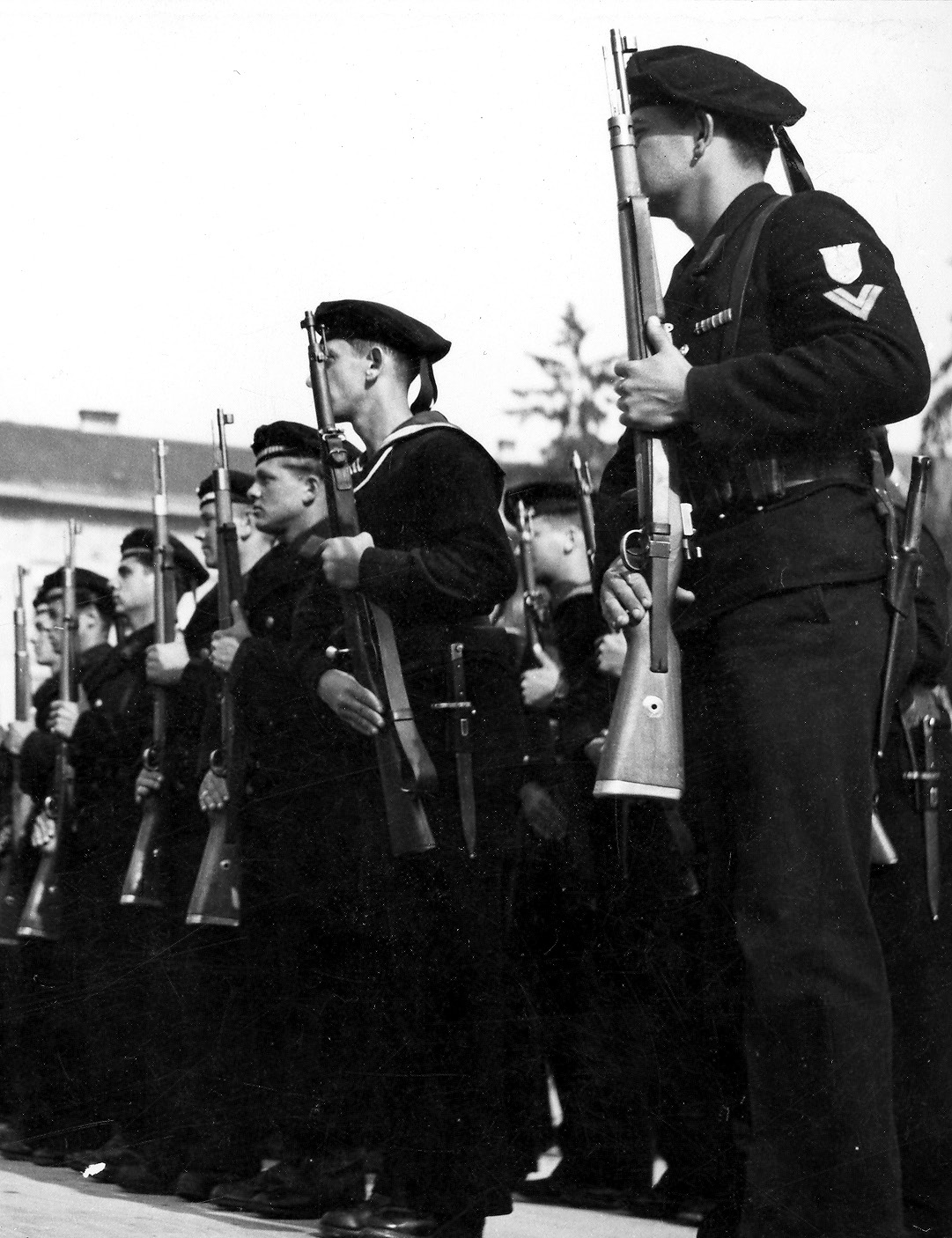
الفيلق البحري الكرواتي يخدم مع كريغسمارينه عام 1944

الفيلق البحري الكرواتي (بالكرواتية: Hrvatska pomorska legija)‏  كانت وحدة من المتطوعين من دولة كرواتيا المستقلة التي خدمت مع البحرية النازية في ألمانيا، وكريغسمارينه، في البحر الأسود والبحر الأدرياتيكي خلال الحرب العالمية الثانية.
تشكل الفيلق في يوليو 1941، في أعقاب الغزو الألماني للاتحاد السوفيتي في 22 يونيو. كان في البداية يتألف من حوالي 350 ضابطًا بالزي الألماني، ولكن هذا العدد ارتفع في النهاية إلى 900-1000. كان أول قائد لهم هو أندرو فركليان، الذي تم تكليفه كقائد فرقاطة في البحرية الألمانية.  تم استبدال فركليان لاحقًا بالنقيب Stjepan Rumenović.  كان الغرض من الكروات في نشر وحدة بحرية في البحر الأسود هو التهرب من الحظر المفروض على البحرية الأدرياتيكية التي فرضتها معاهدة روما (18 مايو 1941) مع إيطاليا. 